# Frédéric Bordier
Pour les articles homonymes, voir Bordier.
Frédéric Bordier, né le 26 octobre 1786 à Môtiers et mort le 26 mars 1865 à Genève, est une personnalité politique suisse

## Biographie
Né dans le Val-de-Travers où son père s'était réfugié après la défaite bourgeoise du 2 juillet 1782 devant les armées de  Louis XVI, il revient dès sa majorité à Genève pour y devenir négociant. Rapidement, il entre en politique où il est député au Conseil représentatif de 1819 à 1828, puis de 1831 à 1833. Membre de l'association du Trois Mars, il prend faite et cause pour les idées de James Fazy ce qui lui vaut, à la suite des évènements du 22 novembre 1841, de subir le boycott de la classe bourgeoise de la ville, causant ainsi sa faillite.
Il est toutefois membre de l'assemblée Constituante de 1841-1842, député au Grand Conseil de 1842 à 1852. Après la révolution du 24 mai 1847 conduite par James Fazy, il est nommé conseiller d'État. Il s'oppose alors au radicalisme de Fazy et démissionne du conseil d'État en 1851 pour fonder l'Association démocratique, une société entièrement dirigée contre Fazy. L'année suivante, il fonde également le journal La Démocratie genevoise. 

## Sources
- « Bordier, Frédéric » dans le Dictionnaire historique de la Suisse en ligne.

1. ↑  [PDF] Olivier Perroux, Tradition, vocation et progrès. Les élites bourgeoises de Genève (1814-1914) (lire en ligne), p. 88-89